# 순종 (생물학)

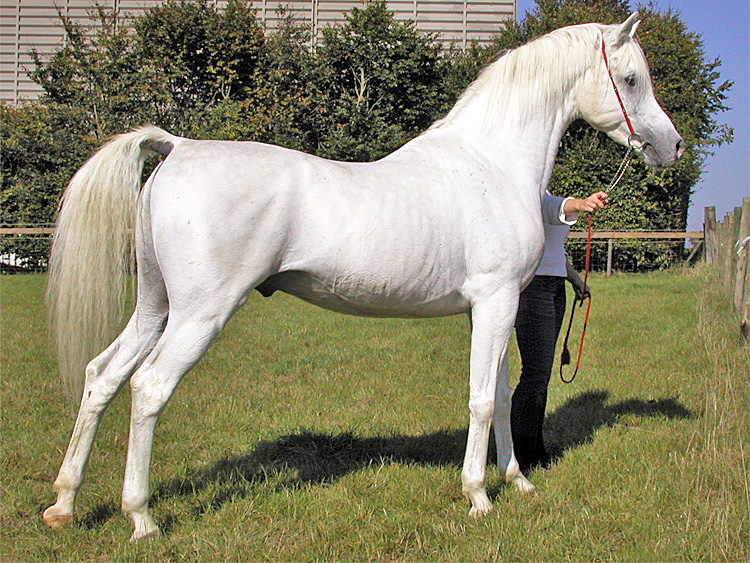
순종인 아랍종

순종(純種)은 잡종이 아닌, 순수하게 같은 계열로만 생긴 개체를 말한다. 순종인 개를 순종견이라고 한다.

## 같이 보기
- 근친교배
- 잡종견
- 순종견